# Jeffrey Perry
Jeffrey Harold Perry, född 13 oktober 1948 i Barrow-in-Furness, Lancashire, död 4 februari 2012 i Stanhoe, Norfolk, var en brittisk skådespelare. Perry är främst känd för rollen som Mr. Tumnus i BBC-filmatiseringarna av C.S. Lewis Narnia-böcker.

## Filmografi i urval
- 1972 – Love and Mr Lewisham (TV-serie)
- 1980 – The History of Mr. Polly (TV-serie)
- 1980 – Love in a Cold Climate (TV-serie)
- 1988 – Narnia: Häxan och lejonet (TV-serie)
- 1988–2004 – The Bill (TV-serie)
- 1990 – Poirot (TV-serie)
- 1990 – Silvertronen (TV-serie)
- 1992 – Riddarna på Covington Cross (TV-serie)
- 1995 – How to Be a Little Sod (TV-serie)
- 2001 – Micawber (TV-serie)